# Championnat de Hong Kong de football 1958-1959
Navigation
Saison précédente Saison suivante
La saison 1958-1959 du Championnat de Hong Kong de football est la quatorzième édition de la première division à Hong Kong, la First Division League. Elle regroupe, sous forme d'une poule unique, les douze meilleures équipes du pays qui se rencontrent deux fois, à domicile et à l'extérieur. En fin de saison, les deux derniers du classement sont relégués et remplacés par les deux meilleurs clubs de Second Division League, la deuxième division hongkongaise.
C'est le club de South China AA, double tenant du titre, qui remporte à nouveau le championnat cette saison après avoir terminé en tête du classement final, avec sept points d'avance sur Kowloon Motor Bus FC et dix sur Tung Wah FC. C'est le huitième titre de champion de Hong Kong de l'histoire du club.

## Clubs participants
- Kitchee SC
- Kowloon Motor Bus FC
- Chinese AA
- South China AA
- Eastern AA
- Tung Wah FC
- Sing Tao SC
- Caroline Hill FC - Promu de D2
- Kwong Wah AA
- Army XI
- Hong Kong Police FC
- Little Sai Wan FC - Promu de D2

## Compétition
Le barème de points servant à établir les classements se décompose ainsi :
- Victoire : 2 points
- Match nul : 1 point
- Défaite : 0 point

### Classement
| Rang | Équipe               | Pts | J  | G  | N | P  | Bp | Bc  | Diff |
| ---- | -------------------- | --- | -- | -- | - | -- | -- | --- | ---- |
| 1    | South China AAT      | 41  | 22 | 20 | 1 | 1  | 95 | 28  | +67  |
| 2    | Kowloon Motor Bus FC | 34  | 22 | 14 | 6 | 2  | 82 | 32  | +50  |
| 3    | Tung Wah FC          | 31  | 22 | 14 | 3 | 5  | 52 | 41  | +11  |
| 4    | Hong Kong Police FC  | 28  | 22 | 13 | 2 | 7  | 70 | 48  | +22  |
| 5    | Kitchee SC           | 27  | 22 | 12 | 3 | 7  | 69 | 49  | +20  |
| 6    | Army XI              | 23  | 22 | 9  | 5 | 8  | 63 | 53  | +10  |
| 7    | Sing Tao SC          | 22  | 22 | 8  | 6 | 8  | 57 | 55  | +2   |
| 8    | Eastern AA           | 19  | 22 | 7  | 5 | 10 | 36 | 44  | -8   |
| 9    | Kwong Wah AA         | 14  | 22 | 4  | 6 | 12 | 40 | 56  | -16  |
| 10   | Chinese AA           | 12  | 22 | 4  | 4 | 14 | 35 | 69  | -34  |
| 11   | Little Sai Wan FCP   | 7   | 22 | 3  | 1 | 18 | 41 | 100 | -59  |
| 12   | Caroline Hill FCP    | 6   | 22 | 1  | 4 | 17 | 40 | 105 | -65  |

|  | Champion de Hong Kong 1959              |
|  | Relégation directe en deuxième division |
|  | T : Tenant du titre P : Promu de D2     |

## Bilan de la saison
| Championnat de Hong Kong de football 1958-1959 |                           |
| Champion                                       | South China AA (8e titre) |
| Coupes et trophées                             |                           |
| Vainqueur de la Coupe de Hong Kong 1958-1959   | Non disputée              |
| Promotions et relégations                      |                           |
| Promus en First Division League                | Happy Valley AA           |
| Promus en First Division League                | China Motor Bus FC        |
| Relégués en Second Division League             | Little Sai Wan FC         |
| Relégués en Second Division League             | Caroline Hill FC          |